# Russell Wong
Russell Wong (Troy (New York), 1 maart 1963) is een Amerikaans acteur.

## Biografie
Wong werd geboren in Troy, New York, als zesde van zeven kinderen van een Chinees-Amerikaanse restauranthouder en een Amerikaanse kunstenares van Nederlandse en Franse afkomst. Toen hij zeven jaar was, scheidden zijn ouders en verhuisde Wong met zijn moeder naar Californië.
Zijn filmdebuut was in 1985, maar daarvoor verdiende hij zijn geld als fotograaf en danser. Hij speelde in muziekvideo's van artiesten als David Bowie, Donna Summer en Janet Jackson. Na een reeks kleine rollen in films en televisie speelde hij in 1989 zijn eerste grote rol in Eat a Bowl of Tea van regisseur Wayne Wang.

## Filmografie
- Lost in the Pacific (2016)
- Snow Flower and the Secret Fan (2011)
- What Women Want (2011)
- Unshakable (2010)
- The Sanctuary (2009)
- Dim Sum Funeral (2008)
- The Mummy: Tomb of the Dragon Emperor (2008)
- Stranglehold (2007) (computerspel)
- Undoing (2007)
- Honor (2006)
- Twisted (2004)
- Black Sash (2003)
- True Crime: Streets of LA (2003) (computerspel)
- Romeo Must Die (2000)
- Takedown (2000)
- The Prophecy II (1998)
- Vanishing Son (1994)
- The Joy Luck Club (1993)
- New Jack City (1991)
- China Cry (1990)
- Eat a Bowl of Tea (1989)
- China Girl (1987)
- Tai-Pan (1986)